# فيليب سيدني
السير فيليب سيدني (1554- 1586م) . كاتب ورجل بلاط وجندي إبان حكم الملكة إليزابيث الأولى ملكة إنجلترا. اشتُهر بالنقد الأدبي والنثر والشعر. ولد سيدني في بينشيرست في كنْت وسافر كثيرًا وكان معروفًا في البلاط. دافع سيدني من خلال عمله الدفاع عن القصيد (1580م) عن الشعر الصحيح ـ الشعر القصصي الخيالي ـ ضد أعدائه. كان ذلك أول عمل أدبي رئيسي باللغة الإنجليزية. عارض سيدني الزواج المقترح للملكة إليزابيث من دوق أنجو عام 1580م.
اعتزل مؤقتًا في منزل أخته ماري كونتيسة بمبروك، وكتب نثرًا رومانسيًا وشعرًا قصصيًا لتسليتها بعنوان أركاديا (1580م). قام بتنقيح هذا العمل في وقت لاحق إلا أن الكونتيسة حررته في صورته النهائية.
أكبر أعمال سيدني هو أستروفيل وستيلا الذي يتألف من 108 قصائد و11 أغنية. يعتبر هذا العمل المتتالي واحدًا من أروع الكتابات خلال العصر الإليزابيثي لقصائد السوناتة المتتالية.
انضم سيدني إلى عمه روبرت دادلي إيرل ليستر، في المناداة بسياسة خارجية بروتستانتية مناضلة. أصبح سيدني حاكمًا لفلشينج في هولندا عام 1585م. مات من جرح في معركة هناك في العام التالي.

## روابط خارجية
- فيليب سيدني على موقع الموسوعة البريطانية (الإنجليزية)
- فيليب سيدني على موقع ميوزك برينز (الإنجليزية)
- فيليب سيدني على موقع قاعدة بيانات برودواي على الإنترنت (الإنجليزية)
- فيليب سيدني على موقع إن إن دي بي (الإنجليزية)
- فيليب سيدني على موقع ديسكوغز (الإنجليزية)